# Csákberény
Csákberény é um município da Hungria, situado no condado de Fejér. Tem 41,37 km² de área e sua população em 2015 foi estimada em 1.165 habitantes.